# Tristicha trifaria
Tristicha trifaria là một loài thực vật có hoa trong họ Podostemaceae. Loài này được (Bory ex Willd.) Spreng. miêu tả khoa học đầu tiên năm 1824.

## Hình ảnh

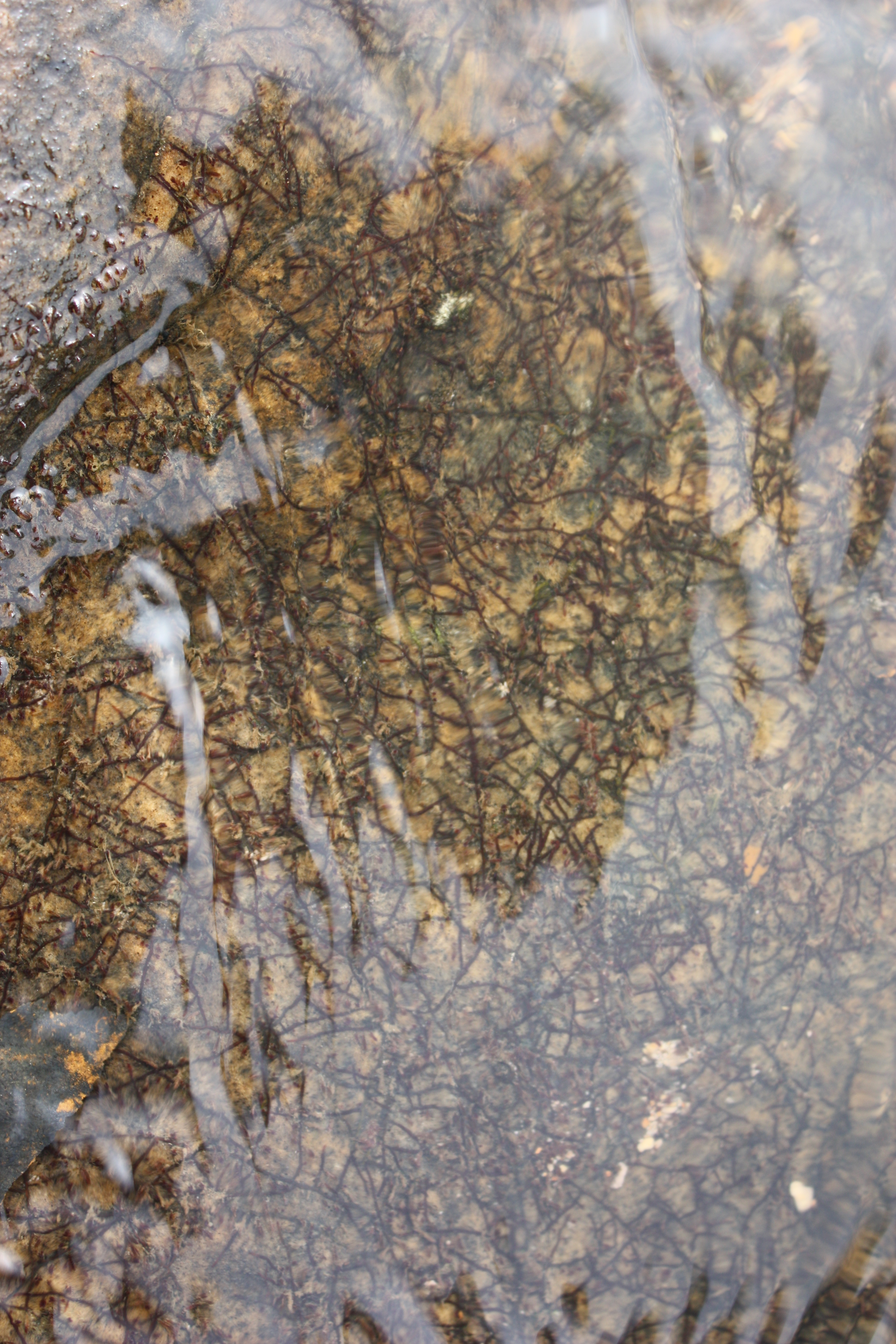